# BMW K 1200 GT
BMW K 1200 GT je sportovně cestovní motocykl, vyvinutý firmou BMW, vyráběný v letech 2003–2008. Jeho nástupcem se stal model BMW K 1300 GT taktéž se čtyřválcovým motorem.
Druhá generace K 1200 GT byla uvedena v roce 2006 a používá v podstatně stejný motor jako sportovní BMW K 1200 S a naháč BMW K 1200 R. Oproti první generaci z roku 2003 je lehčí a silnější. Standardní výbava zahrnuje nastavitelné sedlo a řídítky, integrální ABS, kufry a elektronicky nastavitelný display. Příplatková výbava obsahuje nastavitelné elektronické zavěšení, xenonová světla, palubní počítač, automatické řízení stability ASC, vyhřívaná sedla a rukojeti, monitorování tlaku v pneumatikách, tempomat a alarm proti krádeži.

## Technické parametry
- Rám: hliníkový páteřový
- Suchá hmotnost: 249 kg
- Pohotovostní hmotnost: 282 kg
- Maximální rychlost: 253 km/h
- Spotřeba paliva: 5,6 l/100 km